# Rudnica, Tutin
Rudnica (izvirno srbsko Рудница) je naselje v Srbiji, ki upravno spada pod Občino Tutin; slednja pa je del Raškega upravnega okraja.

## Demografija
V naselju živi 45 polnoletnih prebivalcev, pri čemer je njihova povprečna starost 28,9 let (27,2 pri moških in 31,2 pri ženskah). Naselje ima 17 gospodinjstev, pri čemer je povprečno število članov na gospodinjstvo 4,35.
Po popisu prebivalstva iz leta 2002 je naselje večinoma bošnjaško.
|  |

| Demografija | Demografija     | Demografija     |
| Leto        | Št. prebivalcev | Št. prebivalcev |
| ----------- | --------------- | --------------- |
|             |                 |                 |
|             |                 |                 |
|             |                 |                 |
|             |                 |                 |
| 1948        | 108             |                 |
| 1953        | 125             |                 |
| 1961        | 154             |                 |
| 1971        | 116             |                 |
| 1981        | 121             |                 |
| 1991        | 100             | 100             |
| 2002        | 91              | 74              |
|             |                 |                 |

| Etnična sestava po popisu iz leta 2002 | Etnična sestava po popisu iz leta 2002 | Etnična sestava po popisu iz leta 2002 | Etnična sestava po popisu iz leta 2002 | Etnična sestava po popisu iz leta 2002 |
| -------------------------------------- | -------------------------------------- | -------------------------------------- | -------------------------------------- | -------------------------------------- |
| Bošnjaki                               | Bošnjaki                               |                                        | 69                                     | 93,24%                                 |
| Srbi                                   | Srbi                                   |                                        | 5                                      | 6,75%                                  |
| Neznano                                | Neznano                                |                                        | 0                                      | 0,0%                                   |